# Rezső Temesváry
Rezső Temesváry (Rudolf Temesvary, ur. 25 marca 1864 w Wiedniu, zm. 22 marca 1944 w Budapeszcie) – węgierski lekarz ginekolog.
Rezső Temesváry urodził się 25 marca 1864 roku w Wiedniu. Studiował medycynę w Budapeszcie, ukończył studia w 1887 roku. Do 1888 roku pracował w klinice Tivadara Kézmárszky'ego (1842-1902), następnie odbył roczną podróż naukową do Niemiec, Szwecji i Francji. W 1886 roku otrzymał nagrodę Uniwersytetu w Budapeszcie za pracę Studien aus dem Gebiete des Wochenbettes, a w 1899 roku Nagrodę Balassy za Physiologie und Pathologie der Lactation. Od 1889 roku lekarz chorób kobiecych w Budapeszcie, ordynator w Weissen Kreuz–Findelhaus i dyrektor budapeszteńskiego zakładu ubezpieczeń zdrowotnych. Jego syn, Nikolaus Temesváry, również został ginekologiem.

## Prace
- Ueber die Anwendung der Elektricität bei Frauenkrankheiten. Wiedeń 1890, Padwa 1891
- Ueber intrauterine Unterschenkelbrüche. 1892
- Ueber einige Anomalien der Milchabsonderung 1894
- Balneotherapie der Frauenkrankheiten 1895
- Volksbräuche und Aberglauben in der Geburtshülfe und der Pflege des Neugeborenen in Ungarn. Lipsk 1900
- Beiträge zur Pathologie der Ovarialsarkome. 1895
- Die Ammenfrage. 1896
- Előítéletek, népszokások és babonás eljárások a szülészet körében Magyarországon. Budapeszt, 1899
- A tejelválasztás és szoptatás élet- és kórtanának kézikönyve. Budapeszt, 1901
- Anyavédelmi törekvések Magyarországon. Budapeszt, 1918